# Mittbanan
Mittbanan (littéralement la ligne centrale) est une ligne de chemin de fer du réseau ferroviaire suédois, entre Sundsvall et Storlien et prolongée au-delà de la frontière norvégienne par la ligne de Meråker jusqu'à Trondheim. La ligne dessert entre autres Östersund et le complexe de sport d'hiver d'Åre.